# Belgické předsednictví v Radě Evropské unie 2024
Belgie v předsedala Radě Evropské unie v první polovině roku 2024. Předsednictví bylo druhým ze tří předsednictví tvořících předsednické trio, které začalo předsednictvím Španělska a podle plánu bude následovat předsednictví Maďarska. Bylo to už třinácté belgické předsednictví. Motto, které bylo pro předsednictví zvoleno, bylo „Chránit, posilovat, připravovat“.

## Přehled
Belgické předsednictví se zaměřovalo na šest hlavních oblastí zájmu: (1) posílení práce unie v oblasti společnosti a jejího zdraví, (2) dodržení řádného zeleného přechodu, (3) zlepšení hospodářské konkurenceschopnosti unie, (4) ochrana demokracie a právního státu, (5) zabezpečení občanů unie a jejích hranic a (6) posílení postavení unie ve světě.
Jak belgické federální volby, tak volby do Evropského parlamentu byly naplánovány na začátek června 2024, na poslední měsíc belgického předsednictví. Vzhledem k tomu, že poslední plenární zasedání Evropského parlamentu se konalo dubnu, mělo předsednictví jen několik měsíců na vyřešení více než 100 otevřených otázek, než na programu začaly dominovat volby.